# Collégiale Saint-Thomas-de-Cantorbéry de Crépy-en-Valois
La collégiale Saint-Thomas-de-Cantorbéry est une ancienne église de style gothique située à Crépy-en-Valois, dans l'Oise, désacralisée pendant la révolution et ayant subi de nombreux dommages depuis.

## Localisation
La collégiale Saint-Thomas-de-Cantorbéry est située à Crépy-en-Valois, à l'ouest du centre-ville, rue de la Hante. 

## Historique

### Les origines
La collégiale est dédiée à saint Thomas Becket.

### L'histoire de la paroisse jusqu'à la Révolution

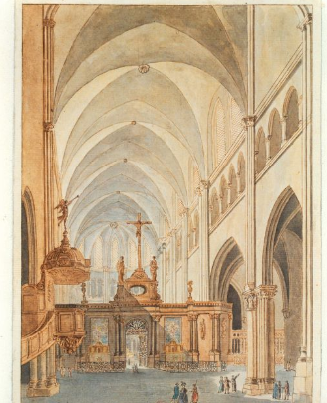
Vue de l'intérieur de la collégiale - Dessin : Tavernier de Jonquières

À défaut de texte descriptif, le dessinateur Tavernier de Jonquières replonge le spectateur dans l'ambiance composée de la chaire à prêcher, du jubet et autres statues et retables qui meublaient la nef.

### L'histoire de la paroisse depuis la Révolution

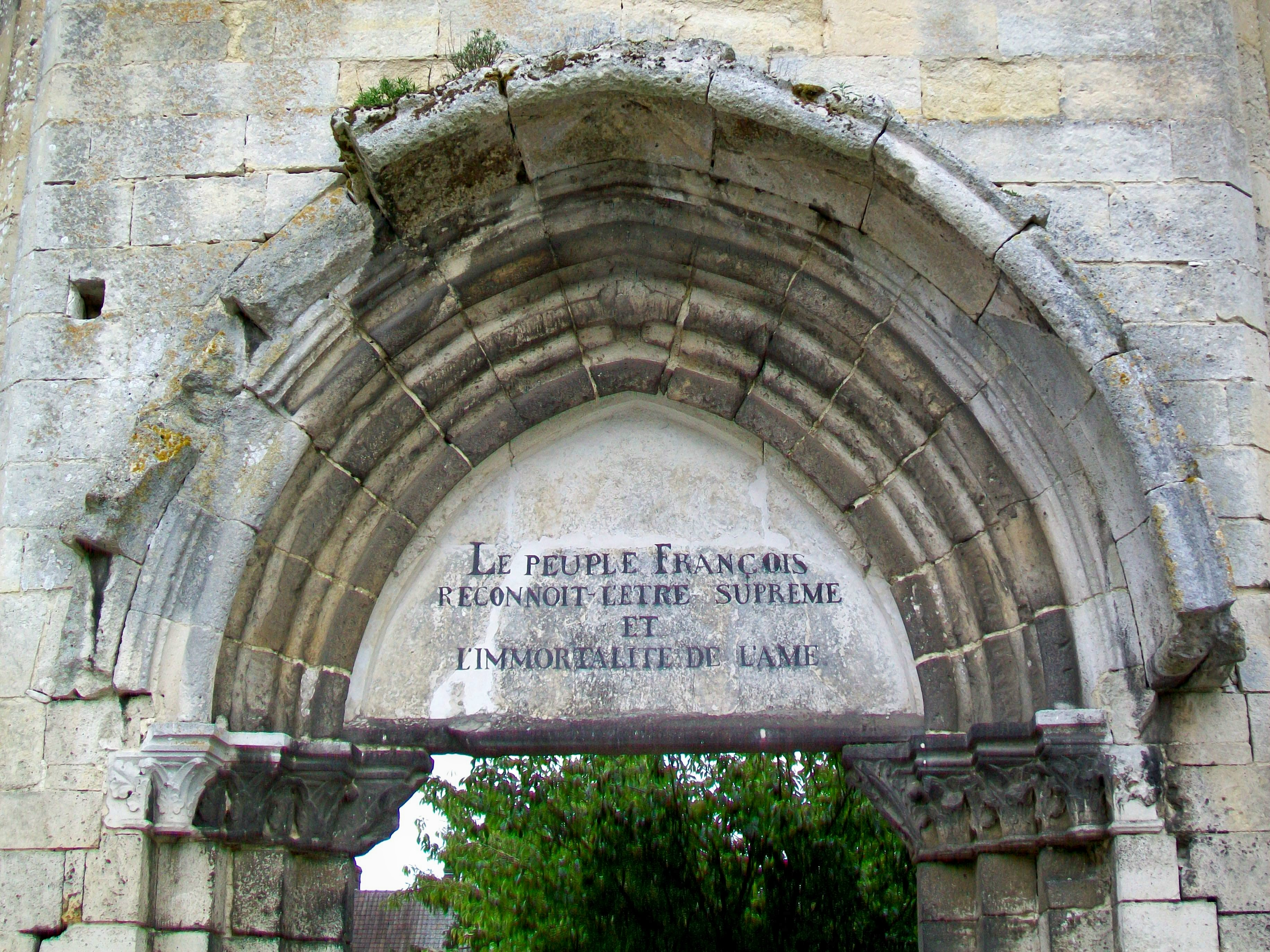
Inscription rappelant le culte de l'Être suprême, sur le tympan de la collégiale Saint-Thomas (2011)

Sous la Révolution française, les prêtres doivent prêter serment à la Constitution civile du clergé en date du 23 janvier 1791. Les curés de Sainte-Agathe et Saint-Denis prêtent un serment restrictif et sont donc contraints de renoncer à l'exercice de leur ministère. Le seul prêtre autorisé à exercer à Crépy est Jean-Christophe Gollier, chanoine au chapitre et curé de la paroisse de Saint-Thomas vers 1789-1791. Il a participé aux États généraux pour le bailliage de Crépy-en-Valois le 14 mars 1789 pour l'ordre du clergé. Il prête serment à la constitution civile du clergé, mais il se rétracte six mois plus tard et est remplacé.
La collégiale est fermée au culte catholique le 10 frimaire an II (30 novembre 1793) et est ainsi transformée en temple de la Raison; elle est ensuite rebaptisée « temple de l'Être suprême » à la suite du décret du 18 floréal an II (7 mai 1794) et en préparation de la fête du 20 prairial an II (8 juin 1794). L'inscription sur le tympan de l'entrée principale du portail de la collégiale Saint-Thomas précise : « Le peuple françois reconnoit l'Etre suprême et l'immortalité de l'âme. ». Elle est conservée telle quelle. En l'an III, la collégiale est rendue au culte catholique mais reste le lieu des séances municipales. Ce système continue sous le Directoire et jusqu'au Concordat de 1802,.

### Destructions duXIXesiècle
En 1799, la voûte de la chapelle Saint-Jean-Baptiste de la collégiale, qui était mal entretenue, s'écroule en raison d'infiltrations des eaux pluviales, les plaques de plomb de la toiture ayant été ôtées pendant la révolution. L'édifice est fermé au culte pour des raisons de sécurité.
La collégiale Saint-Thomas est vendue comme bien national à un carrier et est démolie pour majeure partie entre 1805 et 1810.

### Lieu de commémoration
Le 14 juillet 1926, le monument aux morts de Crépy-en-Valois, sculpté par Albert Bartholomé est inauguré dans l'ancienne nef de la collégiale en présence du sculpteur. Le monument est depuis utilisé comme lieu principal des commémorations de la ville.

### Effondrement du 21 juin 2019
Dans la nuit du 20 au 21 juin 2019, vers 3 h 15, un effondrement a lieu qui détruit une grande partie de la voûte de l'édifice. Un arrêté de péril est pris le jour même,. Le sinistre intervient un mois après la visite d'architectes des Bâtiments de France; selon la municipalité, deux pierres de 150 kg étaient déjà tombées en 2018.
Une dizaine d'années auparavant[Quand ?], des travaux de sécurisation au niveau de la base du clocher avait été effectués par injection de béton.
La municipalité assure avoir signalé une dizaine de fois le mauvais état des lieux à l'architecte des Bâtiments de France sur la dernière décennie et projette un temps de porter plainte. Le 5 mars 2019, elle avait demandé au préfet de région l'autorisation de prendre un arrêté de péril.
Dans la journée du 23 juin 2019, de nouvelles pierres se détachent de la collégiale. À partir du 24 juin, une première phase de consolidation en urgence de l'un des piliers est menée, la pose d'étais en soutien et d'une bâche est notamment prévue, une première phase devant se finir en septembre 2019. Le même jour, une réunion de crise a lieu en présence d'élus et experts. Les Bâtiments de France et la direction régionale des Affaires culturelles (DRAC) nomment un architecte en chef chargé de diagnostiquer la nature des travaux à prévoir.
Le maire de Crépy-en-Valois, Bruno Fortier, annonce la semaine suivant l'effondrement vouloir reconstruire la façade de la collégiale déclarant notamment : « C'est la tour Eiffel de Crépy, notre symbole. Il n'est pas question qu'elle disparaisse. ».
Un mois après l'effondrement partiel de la façade, le 22 juillet 2019, par crainte notamment des vents violents et sur les conseils de l'architecte en chef des monuments historiques, il a été procédé au démontage de la toiture par mesure de sécurité et ce malgré le risque d'effondrement de l'un des voûtains considéré comme instable, un parapluie de chantier englobant la totalité du bâtiment devant être posé. Une entreprise de consolidation de la clé de voûte par la pose d'une poutre verticale est également menée.
Les pierres tombées ont également fait l'objet d'un déblaiement puis d'un tri. Le coût total de l'opération de sauvegarde d'urgence est d'un million d'euros. Les nacelles ont dû venir d'Anvers en raison notamment de l'incendie de Notre-Dame de Paris. L'opération de sauvegarde se termine en octobre 2019,.
Un échafaudage et une palissade se dressent depuis devant l'édifice qui apparaît depuis grandement fissuré et menace de disparaître intégralement.

### Projet de restauration
La municipalité présente un projet de réédification de la façade effondrée. Étienne Poncelet, architecte en chef des monuments historiques est le maître d'œuvre de l'opération estimée à plusieurs millions d'euros sur plusieurs années. L'expert estime quant à lui que le réchauffement climatique et le manque d'entretien de la toiture peuvent être la cause de la catastrophe et redoute un affaissement du sol.
Le 22 septembre 2019, date des Journées européennes du patrimoine, la Ville et la Fondation du patrimoine signent une convention pour une souscription publique en faveur de la restauration de l'édifice,.
Un an plus tard, le 31 août 2020, alors que la souscription publique a permis de récolter près de 23 000 €, la collégiale de Crépy-en-Valois est retenue dans le cadre de la Mission Stéphane Bern pour participer à la 3e édition du loto du patrimoine. Le maire de la commune annonce espérer atteindre les fonds nécessaires à la consolidation de la tour du clocher, montant s’élevant à 1,2 million d'euros puis une concertation auprès des habitants sur le devenir du bâtiment. La collégiale est l'un des trois monuments retenus en Picardie dans le cadre de la Mission du patrimoine avec la chapelle des Templiers de Laon et l’église Notre-Dame de l’Assomption de la Neuville-lès-Corbie à Corbie,,.

## Architecture

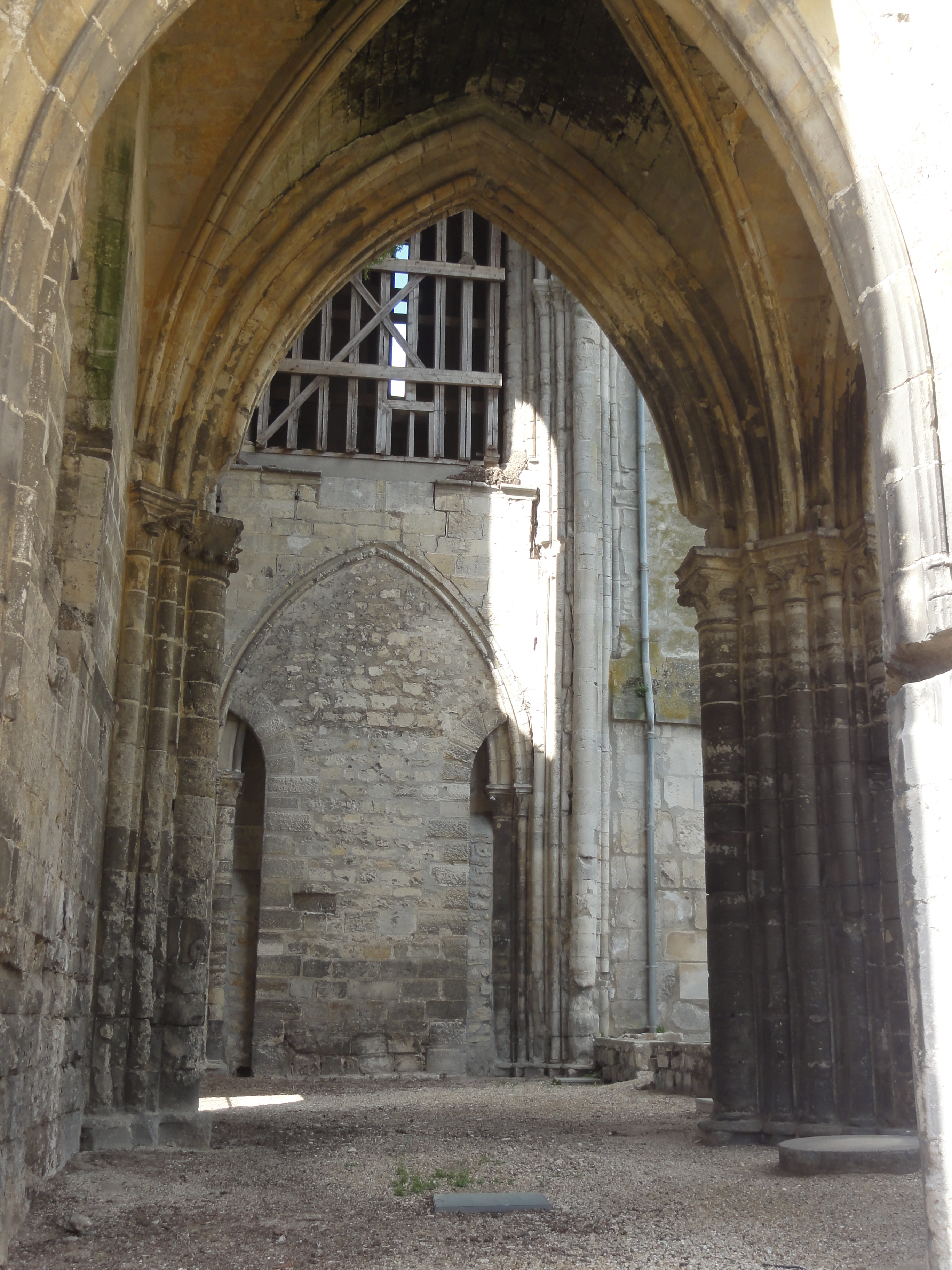
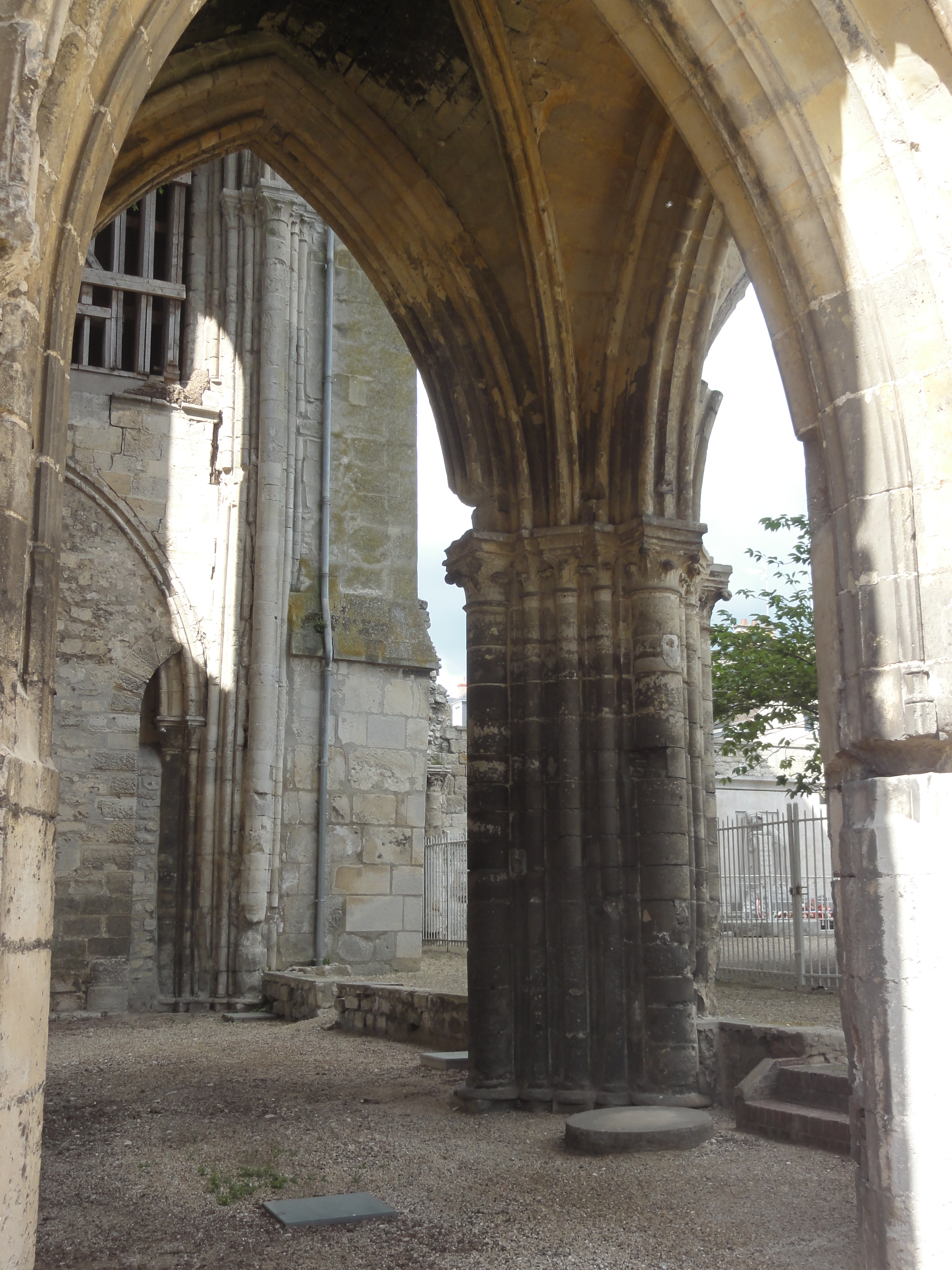
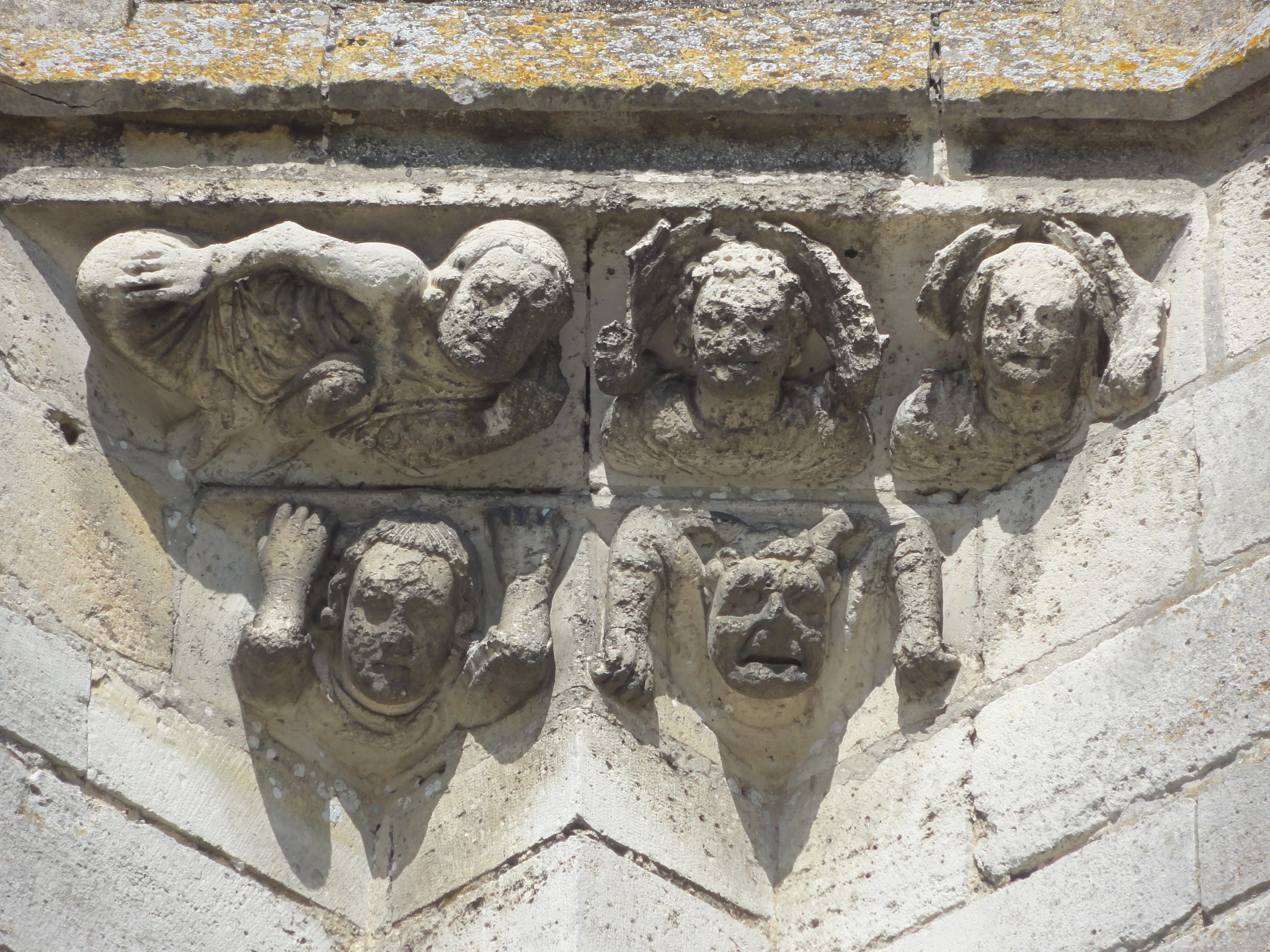
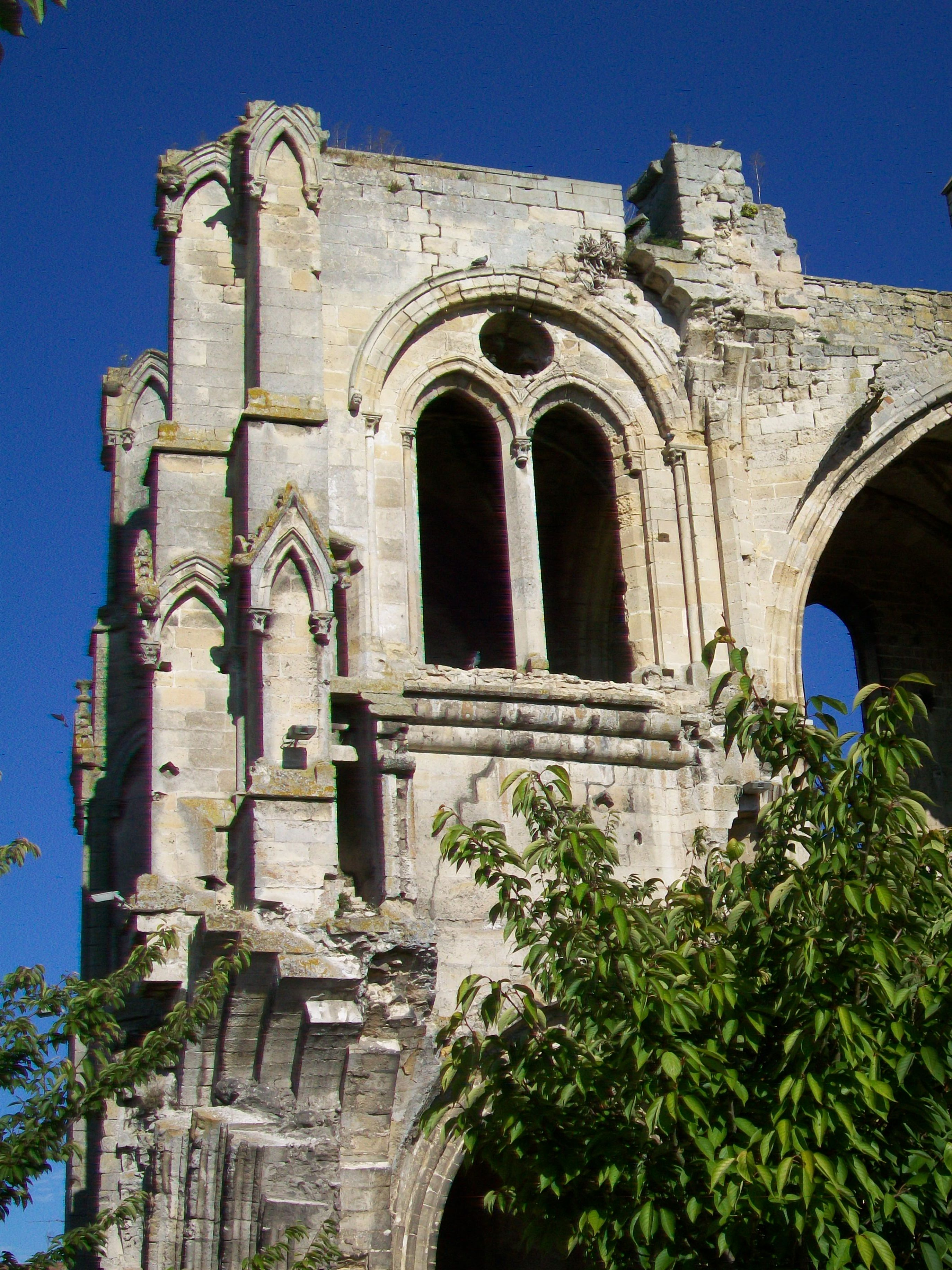
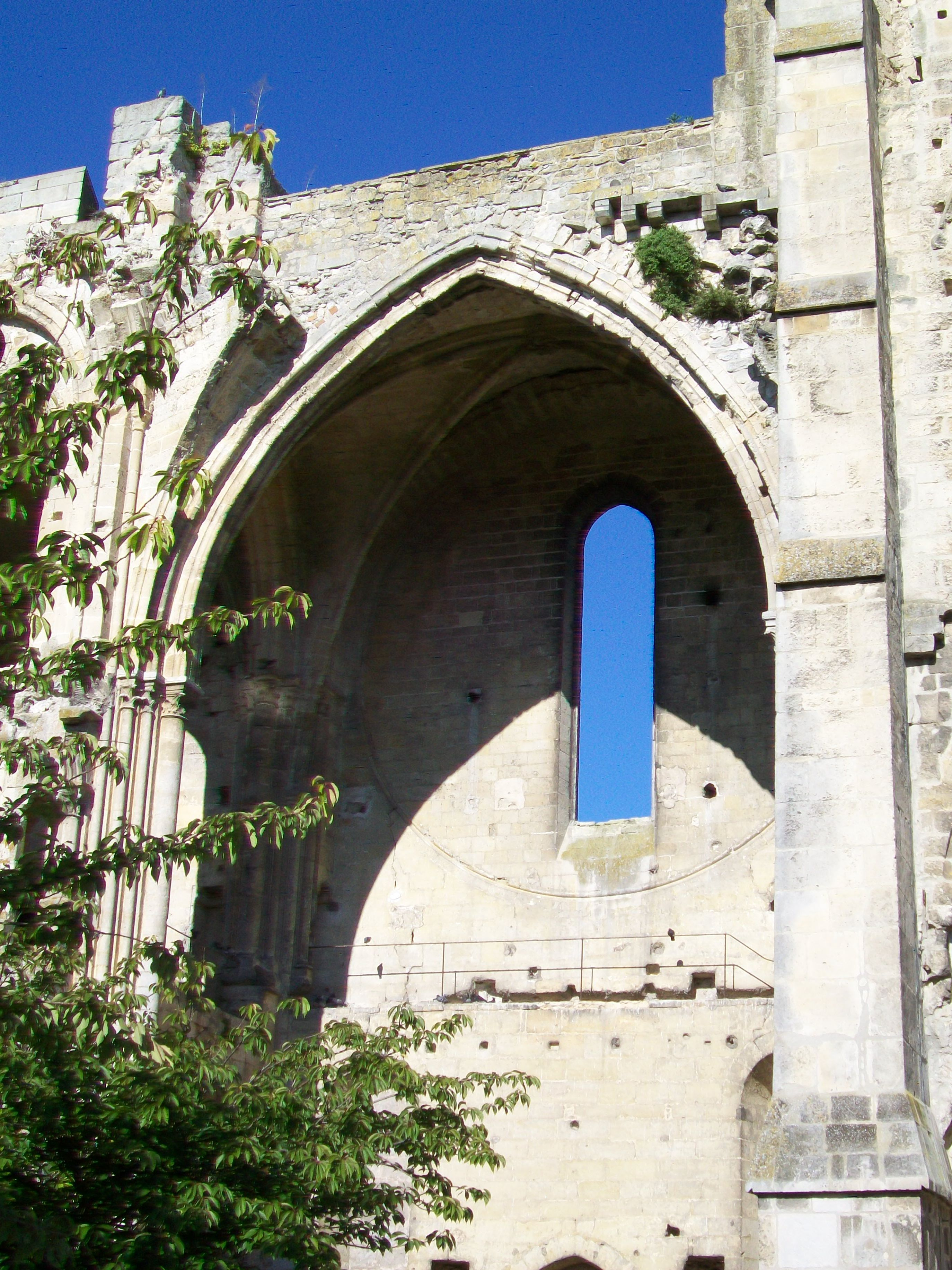
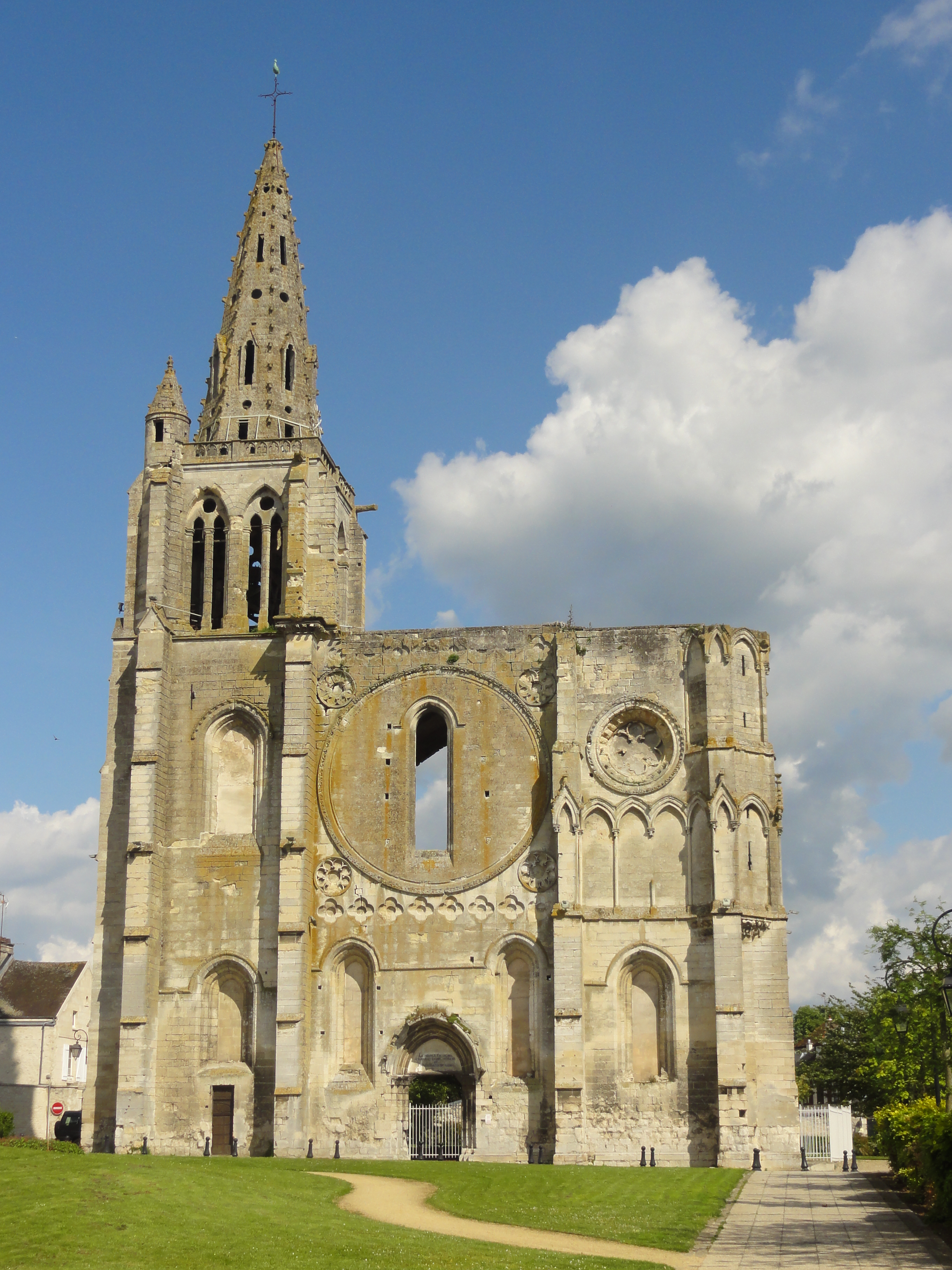

Avant l'effondrement de 2019, subsistait de la collégiale Saint-Thomas-de-Cantorbéry le clocher de 50 m de hauteur, la façade et la première travée de la nef.

## Pour approfondir

### Archives
- Sous-fonds : Paroisse Saint Thomas de Crépy. Fonds : Registres des baptêmes, mariages, sépultures; Cote : 6 GG 1-10. Crépy-en-Valois : Archives municipales de Crépy-en-Valois.
- « titres, quittances, déclaration, bail ». Fonds : Chapitre de Saint Thomas de Crépy; Cote : 18 GG 1-4 ; 19 GG 1-3. Crépy-en-Valois : Archives municipales de Crépy-en-Valois.
- « Manuscrit de " La collégiale Saint-Thomas le Martyr Les Crespy " par le marquis P. de Fleury, maire de Crépy ». Fonds : post révolution; Cote : 8 D 1. Crépy-en-Valois : Archives municipales de Crépy-en-Valois.